# Centaurea foucauldiana
Centaurea foucauldiana — вид квіткових рослин айстрових (Asteraceae). Ендемік південного Алжиру.